# 양무 (전한)
양무(楊武, ? ~ 기원전 168년)는 중국 초한전쟁기의 군인이다. 전한 고제의 제94위 공신으로, 시호는 오방장후(吳房莊侯)이다.

## 생애
고제 원년(기원전 206년), 하규(下邽)에서 몸을 일으켜 낭중기장(郞中騎將)으로 고제를 따랐다. 이후 도위로서 양가(陽夏)를 쳤다.
고제 5년(기원전 202년), 낭중으로서 해하 전투에서 진 서초패왕 항우를 추격해서 오강에 이른 한나라 군대 속에 있었다. 기사마 여마동이 항우와 대면하니 항우가 여마동에게 자기 목을 주겠다고 하고 자결했다. 한나라 군대가 서로 죽이기까지 하며 항우의 시체를 다투니, 이미 머리를 취한 왕예 외에 여마동·낭중기 양희·낭중 여승과 함께 항우의 시체 일부를 얻었고, 다섯 명이서 시체를 맞추어보니 맞아서 함께 제후가 되었다. 고제 8년(기원전 199년) 3월 신묘일에 오방후(吳房侯) 700호에 봉해졌다. 재위 38년 만인 문제 12년(기원전 168년)에 죽어 시호를 장(莊)이라 하고, 아들 양거질(楊去疾)이 뒤를 이었다. 이 시호는 항우의 시체를 얻은 다섯 명이 공통으로 받았다.

## 출전
- 사마천: 《사기》 권7 항우본기(項羽本記)·권18 고조공신후자연표(高祖功臣侯者年表)
- 반고: 《한서》 권16 고혜고후문공신표(高惠高后文功臣表)·권31 진승항적전(陳勝項籍傳) 중 항적